# Morrow County (Oregon)
Morrow County ist ein County im Bundesstaat Oregon der Vereinigten Staaten von Amerika. Das U.S. Census Bureau hat bei der Volkszählung 2020 eine Einwohnerzahl von 12.186 ermittelt. Der Verwaltungssitz (County Seat) ist Heppner.

## Geographie
Das County hat eine Fläche von 5307 Quadratkilometern; davon sind 43 Quadratkilometer (0,97 Prozent) Wasserfläche.

## Geschichte
Das County wurde am 16. Februar 1885 gegründet. Die Benennung geht auf Jackson L. Morrow zurück, einen Abgeordneten im Repräsentantenhaus von Oregon.
Fünf Bauwerke und Stätten des Countys sind im National Register of Historic Places (NRHP) eingetragen (Stand 18. Juli 2018).

## Demografische Daten

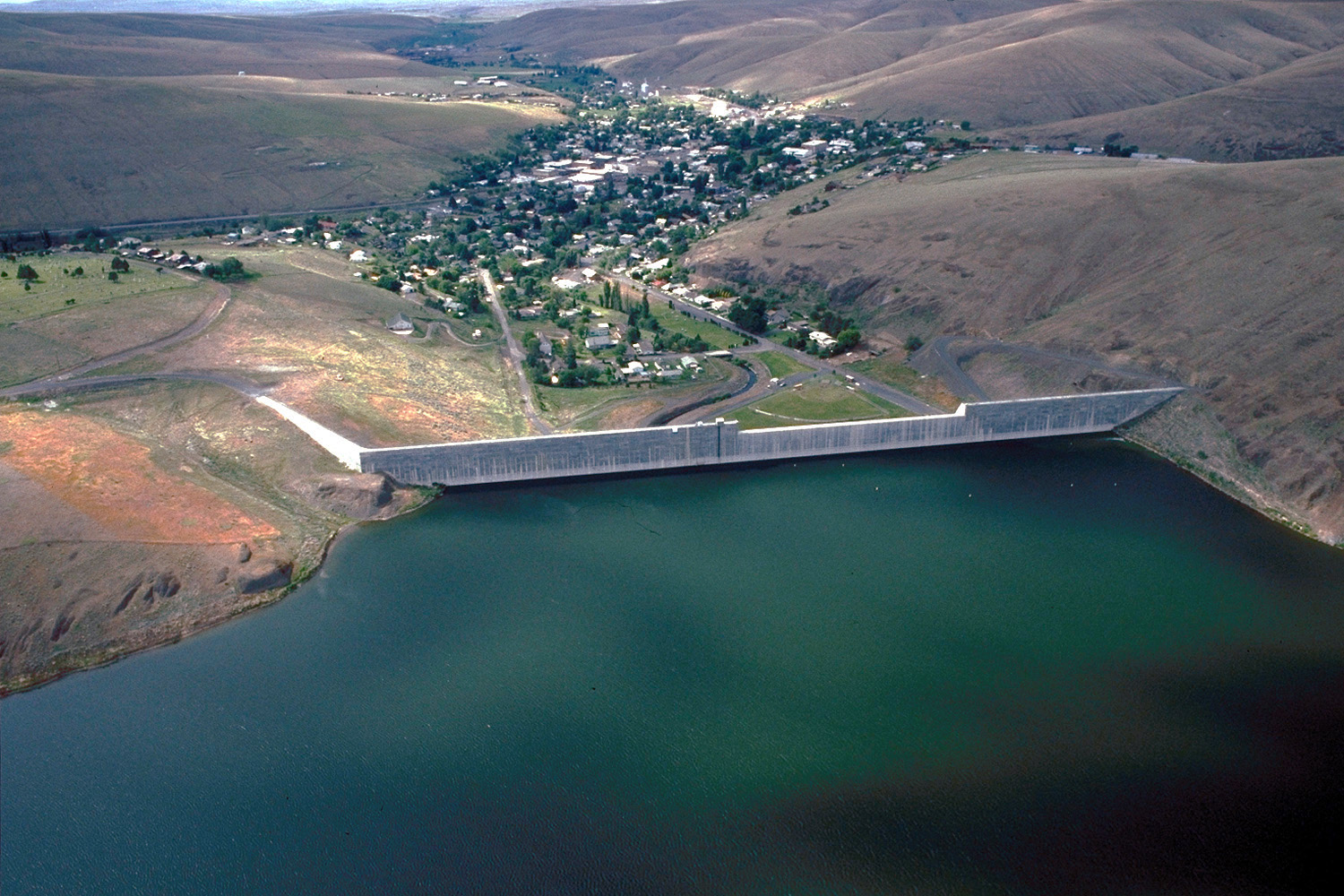
Der Willow Creek Lake mit Damm

Nach der Volkszählung im Jahr 2000 lebten im County 10.995 Menschen. Es gab 3776 Haushalte und 2918 Familien. Die Bevölkerungsdichte betrug 2 Einwohner pro Quadratkilometer. Ethnisch betrachtet setzte sich die Bevölkerung zusammen aus 76,27 % Weißen, 0,14 % Afroamerikanern, 1,42 % amerikanischen Ureinwohnern, 0,42 % Asiaten, 0,08 % Bewohnern aus dem pazifischen Inselraum und 19,54 % Prozent aus anderen ethnischen Gruppen; 2,14 % stammten von zwei oder mehr ethnischen Gruppen ab. 24,43 % der Bevölkerung waren spanischer oder lateinamerikanischer Abstammung.
Von den 3776 Haushalten hatten 38,90 % Kinder und Jugendliche unter 18 Jahre, die bei ihnen lebten. 62,60 % waren verheiratete, zusammenlebende Paare, 8,80 % waren allein erziehende Mütter. 22,70 % waren keine Familien. 18,10 % waren Singlehaushalte und in 7,40 % lebten Menschen im Alter von 65 Jahren oder darüber. Die Durchschnittshaushaltsgröße betrug 2,90 und die durchschnittliche Familiengröße lag bei 3,28 Personen.
Auf das gesamte County bezogen setzte sich die Bevölkerung zusammen aus 30,80 % Einwohnern unter 18 Jahren, 8,90 % zwischen 18 und 24 Jahren, 27,30 % zwischen 25 und 44 Jahren, 22,40 % zwischen 45 und 64 Jahren und 10,60 % waren 65 Jahre alt oder darüber. Das Durchschnittsalter betrug 33 Jahre. Auf 100 weibliche Personen kamen 106,50 männliche Personen, auf 100 Frauen im Alter ab 18 Jahren kamen statistisch 106,10 Männer.

Das jährliche Durchschnittseinkommen eines Haushalts betrug 37.521 USD, das Durchschnittseinkommen der Familien betrug 40.731 USD. Männer hatten ein Durchschnittseinkommen von 32.328 USD, Frauen 22.889 USD. Das Prokopfeinkommen betrug 15.802 USD. 14,80 % der Bevölkerung und 11,30 % der Familien lebten unterhalb der Armutsgrenze. 21,60 % davon waren unter 18 Jahre und 10,10 % waren 65 Jahre oder älter.